# 少将滋幹の母
『少将滋幹の母』（しょうしょう しげもとの はは）は、谷崎潤一郎の長編小説。王朝物の時代小説である。美しい若妻・北の方を藤原時平に強奪された老齢の藤原国経の妄執の念と、その遺児・藤原滋幹が恋い慕う母の面影の物語。戦後の谷崎文学の傑作の一つとして多くの作家や文芸評論家から賞讃された作品で、高齢の谷崎自身の幼い頃の母の記憶、永遠の女性像を仮託している作品でもある。
1949年（昭和24年）11月16日から1950年（昭和25年）2月9日まで『毎日新聞』に連載された。単行本は1950年（昭和25年）8月に毎日新聞社より刊行された。以後これまでに幾度となく舞台化やドラマ化がなされ、海外でも翻訳がなされている代表作である。

## 作品概説
昌泰の頃、高齢の大納言藤原国経は、その美しい妻・北の方を、若輩の左大臣藤原時平に奪われる。本書は『今昔物語』が伝えるこの史実をもとにしている。
「少将滋幹の母」とはこの北の方のことで、「少将滋幹」とはその北の方が国経との間にもうけた一子・左近衛少将藤原滋幹のことである。物語は成長した滋幹が幼い頃に別れたきりになっていた母と、月夜の桜の樹の下で再会するところで終わる。
しかし谷崎が描くのはこの滋幹ではない。焦点はむしろ北の方におかれ、その周囲で彼女に関わる地位や出自などが異なるさまざまな男たちを描いているのである。そして谷崎はこの北の方についても、彼女が類い稀なる美女であるということ以外に、その性格や様相などの描写をほとんど行っていない。ただただ絶世の美女であるということしか述べられていない北の方は、どこまでも空虚でつかみどころのない存在である。これが逆に周囲の男たちの言動の浅ましさを際立たせ、彼らの情や色や欲のみが次々と浮き彫りにされてゆくことを可能にしているのである。
そうした構図の中では、滋幹の母に対する飽くことなき思慕の念さえもがまるで愛欲の情念のように映ってしまう。その意味で滋幹の扱いは北の方をめぐる他の男たち — 彼女を奪った時平（しへい）、奪われた国経（くにつね）、そして彼女のかつての情人だった平中（へいちゅう）— と同等であり、彼もまた等しく脇役にまわっているのである。
谷崎は『今昔物語』の他にも『平中物語』『後撰集』『十訓抄』などから逸話を取り入れ物語に肉付けをしている。最後に滋幹が北の方と再会するくだりは、写本の一部が残るのみの遒古閣文庫所蔵「滋幹日記」によって描かれていることになっているが、これはその日記の存在自体が谷崎の創作によるものである。

## 舞台化

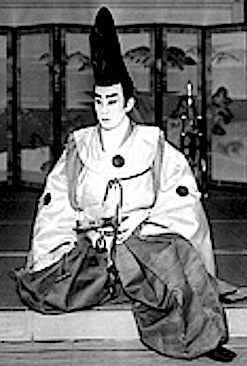
三代目市川壽海の左大臣時平
----
昭和26年6月大阪歌舞伎座『少将滋幹の母』より

秋の東をどり『少将滋幹の母』
1950年（昭和25年）11月初演
東京新橋組合に所属する芸妓たちによる舞踊劇。舟橋聖一の脚色により新橋演舞場で上演された。単行本出版とほぼ同時期に発表された本作は大評判を呼び、以後東をどりの定番となって幾度も再演された。以下の配役は1958年（昭和33年）新橋演舞場上演時のもの。
- 時　平： まり千代
- 国　経： 兼千代
- 平　中： 不詳
- 北の方： 不詳
- 滋　幹： 井上敬三

歌舞伎『少将滋幹の母』
1951年（昭和26年）6月初演
6月の大阪歌舞伎座での初演は凋落傾向著しい関西歌舞伎にとって久々の大入りとなり、同年12月には東京歌舞伎座の顔見世興行として再演されこちらも大当たりとなった。東西双方の舞台でつとめた三代目市川壽海の時平は絶品で、これが彼生涯の当たり役となった。舟橋聖一の脚色・演出による本作は、新作歌舞伎には珍しく今日でもたびたび再演される人気演目となっている。
- 時　平： 三代目市川壽海
- 国　経： 六代目坂東蓑助
- 平　中： 二代目中村鴈治郎
- 北の方： 四代目中村富十郎
- 滋　幹： 二代目中村扇雀

新派公演『少将滋幹の母』
1971年（昭和46年）初演
- 時　平： 三代目市川猿之助
- 国　経： 伊志井寛
- 平　中： 春本富士夫
- 北の方： 初代水谷八重子
- 滋　幹： 花柳武始

## ドラマ化
ラジオドラマ『少将滋幹の母』
1962年（昭和37年）10月22日放送
午後8時から60分間、NHKラジオ第2放送「現代日本文学特集」としてNHK大阪制作の単発ドラマとして放送された。
- 時　平： 夏目俊二
- 国　経： 八代目市川中車
- 平　中： 不詳
- 北の方： 不詳
- 滋　幹： 柳川清

テレビ文学館『少将滋幹の母』
1968年（昭和43年）9月10日 22:00-23:00放送
毎日放送と現代演劇協会の共同制作により、オムニバスシリーズ「テレビ文学館 名作に見る日本人」の一編としてNET系列（現テレビ朝日系列）で放送された。脚本は田中澄江、演出は信太正行。
- 時　平： 高橋昌也
- 国　経： 有馬昌彦
- 平　中： 岡田真澄
- 北の方： 文野朋子
- 滋　幹： 芥川比呂志

時代劇スペシャル『母恋ひの記～谷崎潤一郎「少将滋幹の母」より～』
2008年（平成20年）12月13日 21:00-22:14放送
NHK総合テレビの時代劇スペシャルとして放送された本作には、あえて「～谷崎潤一郎『少将滋幹の母』より～」という副題を付けざるを得ないほど、谷崎の原作からは逸脱した設定が散見する。脚色を担当した中島丈博が「私が勝手にでっち上げたものなので、谷崎フアンからはお叱りを頂戴するかもしれない」と自ら白状する脚本を、黛りんたろうが濃厚に演出した異色作。
- 北の方：黒木瞳
- 藤原滋幹：劇団ひとり
- 右近：内山理名
- 藤原敦忠：川久保拓司
- 藤原時平：長塚京三
- 藤原国経：大滝秀治
- 藤原保忠：鷲生功
- 藤原菅根：本田博太郎
- 藤原定国：山本哲也
- 藤原顕忠：葉山和彦
- 家司行成：佐々木研
- 時平の使者：秋間登
- 衛門：那須佐代子
- 諏訪：岡野真那美
- 時平の親戚：加藤千安樹
- 滋幹（少年時代）：谷端奏人

### スタッフ
- 監督：黛りんたろう
- 脚本：中島丈博